# Gustava Duwal
Johanna Gustawa Duwal, född 1721, död 23 januari 1792 i Stockholm, var en svensk stiftsfröken och agent i fransk tjänst.
Hon var dotter till majoren friherre Sven Duwall och Sophia Charlotta Kruse och syster till militären och hattpolitikern Johan Didrik Duwall. Hon dog ogift.
Hon finns upptagen på en lista över inflytelserika personer som mottog hemliga pensioner av franska staten för att gynna Frankrikes intressen i Sverige och som alltså fungerade som agenter eller spioner. Dessa underhåll utbetalades av franska ambassaden i Stockholm. Listan innehöll i slutet av 1760-talet nio namngivna personer, av vilka tre var kvinnor. Sådana pensioner var inte ovanliga, och för kvinnor handlade det ofta om att finansiera en politisk salong för franska intressen. Den franske utrikesministern Vergennes hemliga lönelista över agenter i Sverige år 1771, strax före kuppen 1772 var: riksrådet Matthias von Hermansson (8000 daler), Christina Sofia Bielke (6000), hennes son (1000), Eva Helena Löwen (12000), greve Rosen (6000), baron Fredrik Sparre (2000), greve Axel Lewenhaupt (2000), Gustava Duwal (1000), herr Beylon (2400), samt en grupp adelsmän vars namn inte angavs som fick dela på 3600. Samtidigt utbetalade även ryssarna 5000 per år till riksråden Löwenhielm och Friesendorff, och britterna 800 till två icke namngivna riksråd.